# Kongsberg Idrettsforening
Il Kongsberg Idrettsforening è una società calcistica norvegese con sede nella città di Kongsberg. Milita nella 4. divisjon, quinto livello del campionato norvegese. Il club fu fondato nel 1899. Giocò nella Norgesserien 1947-1948.

## Palmarès

### Altri piazzamenti
- 4. divisjon:

Secondo posto: 2015